# Crack musica
Crack musica è un mixtape dei rapper Tony Effe e Side Baby, membri del gruppo musicale italiano Dark Polo Gang, pubblicato il 10 marzo 2016.

## Tracce
1. 3 metri – 1:39
2. Tipa – 1:50
3. Sosa – 1:32
4. Crack musica – 1:56
5. Bricks – 1:36
6. C C (feat. Pyrex, Wayne Santana) – 2:24
7. Regole (feat. Wayne Santana) – 3:32
8. Swisher (feat. Izi) – 2:32
9. Porto Rotondo (feat. Wayne Santana) – 1:26
10. Neve a settembre – 1:46
11. Cavallini (feat. Sfera Ebbasta) – 4:11
12. Mafia – 3:00
13. Lei mi chiama (feat. Traffik) – 4:00
14. Super Sayan – 1:34
15. Solo X la gang (feat. Pyrex) – 2:36
16. Cotoletta – 1:50
17. Alprazolam – 1:18
18. Sinaloa (feat. Wayne Santana) – 3:29

## Formazione
Gruppo
- Tony Effe – voce (eccetto tracce 2, 7, 10 e 16)
- Side Baby – voce (eccetto tracce 3, 6, 8, 9, 14 e 17)
- Pyrex – voce aggiuntiva (tracce 6 e 15)
- Wayne Santana – voce aggiuntiva (tracce 6, 7, 9 e 18)

Altri musicisti
- Izi – voce aggiuntiva (traccia 8)
- Sfera Ebbasta – voce aggiuntiva (traccia 11)
- Traffik – voce aggiuntiva (traccia 13)

Produzione
- Sick Luke – produzione (eccetto traccia 11), missaggio, mastering
- Charlie Charles – produzione (traccia 11)
- Dr. Cream – co-produzione (traccia 14)

## Classifiche
| Classifica (2017) | Posizione massima |
| ----------------- | ----------------- |
| Italia            | 77                |